# Versorgungskommando 850
Das Versorgungskommando 850 war eines der Versorgungskommandos des Territorialheeres im Heer der Bundeswehr. Der Stabssitz war Limburg an der Lahn. Das Versorgungskommando war dem Territorialkommando Süd unterstellt.

## Aufträge
Das Versorgungskommando bündelte auf Ebene des Territorialkommandos die Truppenteile der Instandsetzungs- und Nachschubtruppe. Während im Feldheer auf Ebene der Korps die Instandsetzung und der Nachschub in getrennten Truppenteilen organisiert wurde (je drei Instandsetzungs- und Nachschubkommandos), entschloss man sich im Territorialheer auf Ebene der Territorialkommandos die Kräfte in den Versorgungskommandos zu bündeln. Da das Territorialkommando Süd im Gegensatz zu den anderen Territorialkommandos das Operationsgebiet von zwei Korps abdeckte, wurde zusätzlich das Versorgungskommando 860 als „Schwesterverband“ ausgeplant.
Ein Auftrag war zum einen die Prüfung, Wartung und Instandsetzung der Waffensysteme, Fahrzeuge, und elektronischen Geräte wie Fernmeldetechnik des Territorialkommandos. Die unterstellten Wehrbereiche führten eigene Truppenteile der Instandsetzungstruppe; lageabhängig unterstützte das Versorgungskommando diese nachgeordneten Verbände sowie Truppenteile des Feldheeres in den süddeutschen Wehrbereichen. Das Versorgungskommando führte Reparaturen in allen Materialerhaltungsstufen durch. Für Arbeiten höherer Materialerhaltungstufen verfügte das Versorgungskommando über mehrere Heeresinstandsetzungswerke und Depotinstandsetzungsgruppen und koordinierte die Vergabe von Aufträgen an privatwirtschaftliche Unternehmen. Die süddeutschen Instandsetzungskommandos und andere Truppenteile der Instandsetzungstruppe im Feldheer übertrugen Aufträge höherer Materialerhaltungsstufen auf das Versorgungskommando.
Weitere Aufgabe war die Logistik im Operationsraum des Territorialkommandos. Das Versorgungskommando war für den Betrieb der  rückwärtigen (Haupt-)Depots des Heeres zuständig. Das Versorgungskommando sicherte den Nachschub für die Truppenteile des Territorialkommandos und führte (Wehr-)Material aus den rückwärtigen Gebieten zu (vorgeschobenen) Depots oder Umschlagplätzen des Feldheeres, wo die weitere Verteilung durch die Nachschubtruppe des Feldheeres, auf Ebene des Korps durch die süddeutschen Nachschubkommandos, erfolgte. Nebenaufgabe des Versorgungskommandos war der Betrieb von Einrichtungen des Feldpostwesens. Für den Betrieb der Sanitätsdepots war eine enge Zusammenarbeit mit den süddeutschen Sanitätskommandos, die ihrerseits über beachtliche Transportkapazitäten verfügten, notwendig. Zur Unterstützung des Aufmarsches und zur logistischen Unterstützung der verbündeten Streitkräfte konnte das Versorgungskommando 850 lageabhängig die süddeutschen Unterstützungskommandos unterstützen. Für den Umschlag von Betrieb- und Kraftstoffen war das Versorgungskommando auf die Pipelinepioniere des Pionierkommandos 850 angewiesen, die im Bereich des Versorgungskommandos mehrere Tanklager betrieben.
Im Frieden bestand das Versorgungskommando wie fast alle Verbände des Territorialheeres um 1989 aus nur wenigen aktiven Soldaten. Im Verteidigungsfall konnte das Versorgungskommando nach der Mobilmachung durch die Einberufung von Reservisten und Dienstverpflichtung von Zivilbeschäftigten auf rund 5000 Mann aufwachsen. Insgesamt entsprach die Größe des Versorgungskommandos damit nach der Mobilmachung in etwa der Größe einer der Brigaden des Feldheeres.

## Gliederung

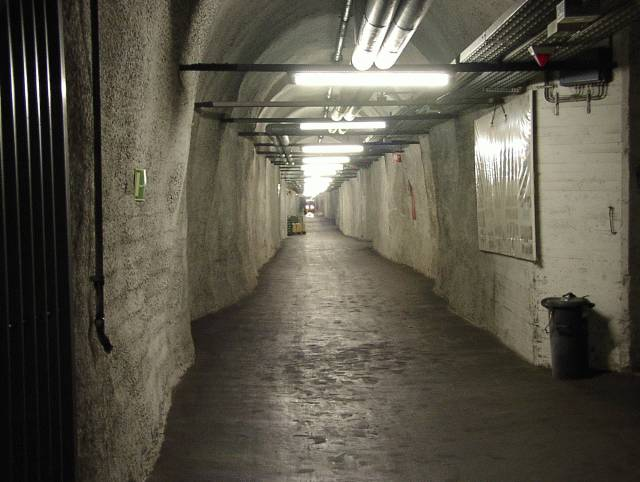
Lagerstraße in der Untertageanlage Lorch-Wispertal

Um 1989 gliederte sich das Versorgungskommando grob in:
- Stab/Stabskompanie Versorgungskommando 850, Limburg
  -  Heeresinstandsetzungswerk 850, Darmstadt
  -  Heeresinstandsetzungswerk 860, Sankt Wendel
  -  Heeresinstandsetzungswerk 870, Bad Bergzabern
  -  Instandsetzungskompanie 850 (Elektronik) (teilaktiv) , Mainz
  -  Transportbataillon 851 (GerEinh), Homburg
  -  Nachschubbataillon 854 (GerEinh), Wüschheim
  -  Nachschubausbildungszentrum 850, Bruchsal

Hinweis: Die Gerätedepots befanden sich in Darmstadt, Gemmerich, Homburg, Kappel, Königswinter, Limburg an der Lahn, Lorch (vgl. Untertageanlage Lorch-Wispertal), Obertshausen, Worms. Munitionsdepots befanden sich in  Eft, Engelskirchen, Rheinbach, Rheinböllen (vgl. Munitionsdepot Rheinböllen), Ulmen. Sanitätsdepots wurden in Euskirchen und Lorch (vgl. Sanitätshauptdepot Lorch-Rheingau) eingerichtet.

## Geschichte
Das Versorgungskommando wurde zur Einnahme der Heeresstruktur III 1970 in Limburg aufgestellt. Das Versorgungskommando meldete Einsatzbereitschaft am 1. Oktober 1970.
Nach Ende des Kalten Krieges wurde das Versorgungskommando 850 im März 1992 etwa zeitgleich mit der Auflösung des Territorialkommandos Süd außer Dienst gestellt.

## Verbandsabzeichen

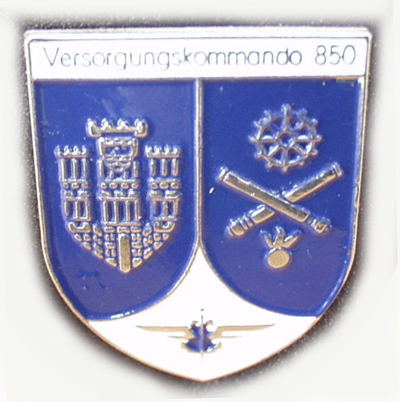
Internes Verbandsabzeichen des Stabes/Stabskompanie

Das Versorgungskommando führte aufgrund seiner Ausplanung als Teil der analog wie Korpstruppen direkt dem Territorialkommando unterstellten und unselbständigen Truppenteile kein eigenes Verbandsabzeichen. Die Soldaten trugen daher das Verbandsabzeichen des übergeordneten Territorialkommandos.
Als „Abzeichen“ wurde daher unpräzise manchmal das interne Verbandsabzeichen des Stabes und der Stabskompanie „pars pro toto“ für das gesamte Versorgungskommando genutzt. Es zeigte ähnlich wie im Barettabzeichen der Nachschubtruppe einen Flügelstab (Caduceus). Ferner ähnlich wie im Barettabzeichen der Instandsetzer gekreuzte Kanonenrohre und ein Zahnrad als Hinweis auf die instandzusetzenden Waffensysteme. Die Granate war dem Verbandsabzeichen des Kommandos Depotorganisation entnommen, das bis 1970 die nun den Versorgungskommandos unterstellten Depots maßgeblich führte. Ähnlich wie im Limburger Stadtwappen zeigte es im rechten Feld eine Burg und das Wappen der Herren von Isenburg-Limburg. Blau war die Waffenfarbe der Truppengattung.